# Jacques Loysel

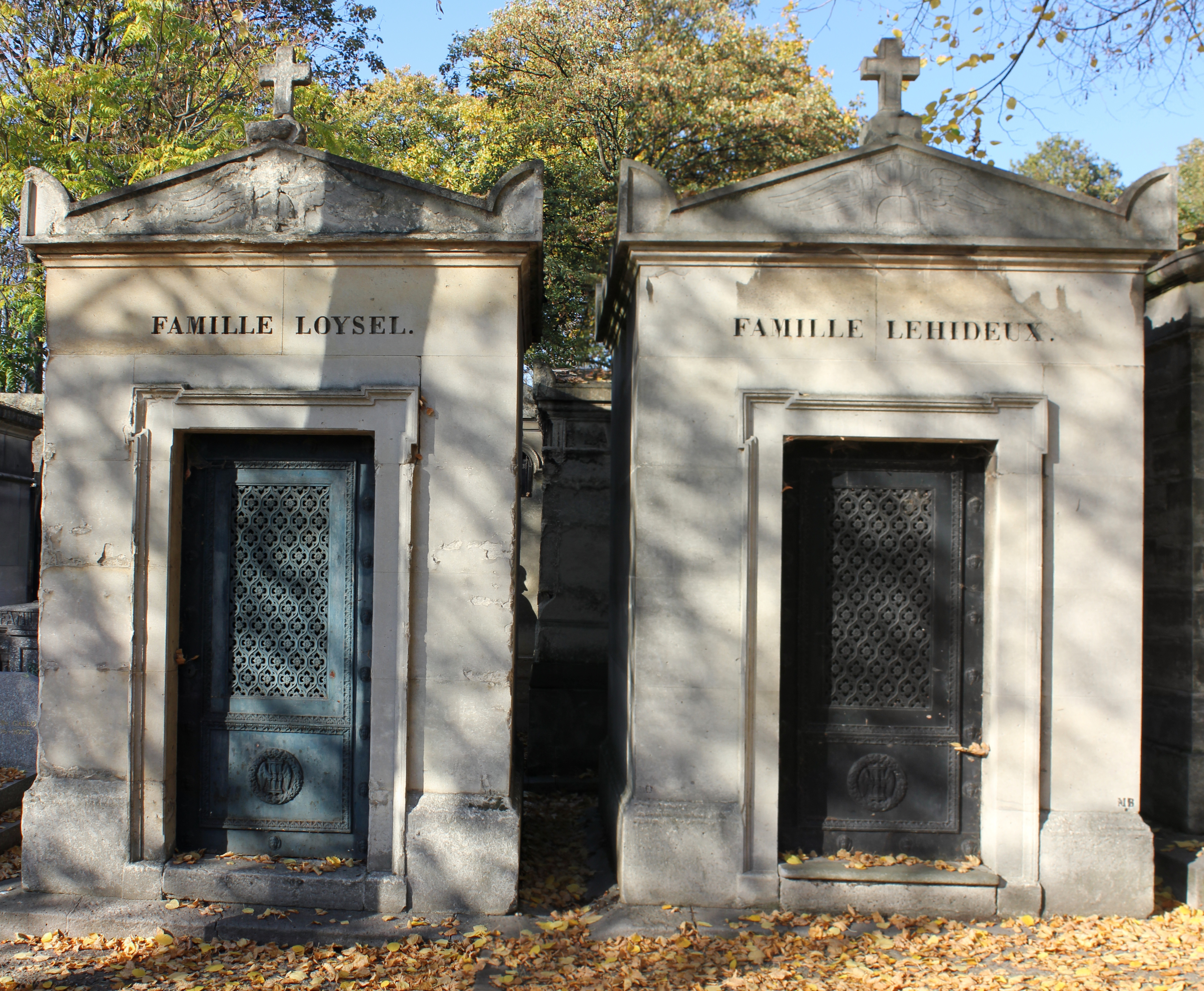
La cappella funeraria della famiglia Loysel al cimitero di Père-Lachaise.

Jacques Joseph Loysel (Courcelles-de-Touraine, 29 maggio 1867 – Parigi, 4 novembre 1925) è stato uno scultore francese.

## Biografia
Jacques Loysel nacque nel castello di Vivier des Landes, di proprietà dei suoi genitori, nel piccolo comune di Courcelles-de-Touraine, nel cantone di Château-la-Vallière, nell'Indre e Loira. Suo padre, Léon Félix Loysel, era il figlio di un ricco mercante di tessuti. Volendo diventare un pittore, divenne un allievo di Constant Troyon e di Théodore Rousseau. Sua madre, Anne Dufour, era la figlia di un industriale, un produttore di zucchero a Parigi, nella rue de Bagneux.
Dopo i suoi studi alla scuola secondaria, Jacques Loysel entrò alla scuola di belle arti parigina, dove divenne uno studente degli scultori Henri Chapu e Antonin Mercié.
Apparve al Salone della società degli artisti francesi dal 1892 al 1920. In seguito ottenne una medaglia al Salone del 1894, una borsa di studio per un viaggio nel 1897 e una medaglia all'esposizione universale di Parigi del 1900.
Installò dapprima il suo studio al numero 299 della Rue du Faubourg Saint-Honoré di Parigi, e in seguito acquistò un hôtel particulier al numero 25 della rue de Prony, con un giardino privato in fondo al quale si affacciava un grande atelier sul numero 6 della rue Jadin.
Jacques Loysel morì il 4 novembre 1925 nel diciassettesimo arrondissement di Parigi e venne sepolto al cimitero di Père-Lachaise nella sua cappella di famiglia.

## Opere
Una delle sue opere principali, realizzata nel 1896, è una statua di marmo di una donna nuda sdraiata, La grande névrose (conservata in una collezione privata), che tenne con sé nel suo studio per tutta la sua vita. La scultura venne venduta all'asta per 1,8 milioni di sterline nel febbraio del 2017.
Il 10 agosto 1912, Hughes Balagny gli dedicò un articolo elogiativo nella Revue moderne.
Loysel è l'autore di dozzine di statuette bronzee di danzatrici nude, come pure di tre servizi di centrotavola in argento massiccio che raffigurano delle sirene e dei tritoni nell'oceano, dei pezzi unici.
Inviò una statua in bronzo di una donna nuda in una vasca di marmo al Salone del 1905.